# Чепулє
'Чепулє (словен. Čepulje) — поселення в общині Крань, Горенський регіон, Словенія. Висота над рівнем моря: 677,3 м.